# 花唄メモワール
『花唄メモワール』（はなうたメモワール）は、一ノ瀬けいによる日本の漫画作品。『まんがタイムきららフォワード』（芳文社）にて、2022年12月号より連載している。次にくるマンガ大賞2024・コミックス部門、2025・コミックス部門にノミネートされた。

## あらすじ
高校3年生の夏休み、曽祖母に旅館・花瀧屋の手伝いを頼まれ、田舎に帰ってきた少女・佐々木 梅。到着した日の夜、露天風呂で足を滑らせると、大正12年の花瀧屋の露天風呂へとタイムスリップしてしまう。その場に居た、当時の花瀧屋の芸妓藤野に助けられ、大正時代の花瀧屋で住み込みで働かせてもらえることになる。
その後、一度現代へ戻ることが叶うが、現代の花瀧屋の納戸でとある新聞記事を目にする。そこには、梅が大正時代に現れた1年後に、藤野が湯の瀧へ身を投じたことが伝えられていた。藤野の身に何があったのかを突き止め、彼女を守るべく、梅はふじみの滝へと飛び込み再び大正時代へと向かうのだった。

## 登場人物

### 現代
佐々木 梅（ささき うめ）
誕生日：2月10日、東京都出身、17歳。
本作の主人公。曽祖母であるイネにもらった、梅の花の形をした髪留めをしている。
高校3年生になり進路について悩んでいたとき、花瀧屋のある田舎に帰ったことをきっかけに、不思議な出来事を体験する。
イネが営む旅館・花瀧屋では仲居としてアルバイトをしており、イネからはちゃんと仕事をこなし根性もあると評されている。花瀧屋には幼少期からの思い出が詰まっており、自身にとって特別な場所だという。
料理が得意で、大正時代の花瀧屋に客として訪れたアイリスにコートレットをねだられた際は、材料の用意において藤野の助けも借りつつ「コートレット風とんかつ」として完成させ、アイリスを満足させた。また、子どもの扱いも手慣れている。大正時代では藤野に助けられることが多く、その恩返しをしようと日々奮闘している。
立花 イネ（たちばな イネ）
梅の曽祖母で、現代の花瀧屋の女将。104歳（大正時代に登場するイネは5歳）。アイスクリームが好物。
梅に対しては仕事の教え方が厳しく、田舎に帰った際は花瀧屋に着くや否や仕事をさせた。
大正時代の女将イセの姪でもあり、梅がタイムスリップした先でも登場する。当時、母親であるハツナは既に亡くなっており、イセが代わりに育てていた。梅に贈った髪留めは、イネの母親の形見。
巴枝（ともえ）
梅の友人。歴史が好きで、社会科教諭を目指している。

### 大正時代
以下、特に記述なき場合は、梅が大正時代にいる地点におけるものとして記述する。
藤野（ふじの）
誕生日：6月14日
花瀧屋の芸妓。18歳。
梅が露天風呂に現れた際、風呂に入ろうとしていた藤野は梅を客と勘違いして保護する。そして事情を聞いた後、梅が花瀧屋に居られるよう女将を説得したり、アイリスに祖国の料理を振る舞えるよう材料を手配したりと、何かと梅を手助けしている。
アイリスの思い出に寄り添いたいという梅の思いを聞き、アイリスに『夏菖蒲』の舞を披露する。
アイリス
花瀧屋へ客として訪れた少女。大正8年に父親の仕事の関係で日本へやってきたが、母親を亡くした後、父親によって一人花瀧屋に向かわされた。
当初は一人ぼっちだった寂しさから梅に強く当たっていたが、梅にとんかつを振る舞ってもらい、藤野の舞を観てからは、2人によく懐くようになる。
立花 イセ（たちばな イセ）
花瀧屋の女将。花瀧屋に突如現れた梅に、住み込みで働くことを許可する。
椿曰く、堅物で厳しい人物だが、花瀧屋の客と従業員の為には全力を尽くすという。
椿（つばき）
誕生日：1月1日、23歳→24歳。
花瀧屋の仲居。本名は立花 チル、イセの従姉妹。ミーハーで、新しい料理やファッションにとても興味を示す。
幼少期、周囲の人々と異なる髪や目の色などから婚外子だと疑われ、両親に虐げられた挙げ句納屋に幽閉されていた。ある日、その話を聞いたイセによって救出され、当時の女将ハツナによって花瀧屋に受け入れられる。
吉野 竹子（よしの たけこ）
道端で出会った女性。巴枝と容姿がよく似ている。
小説家を志しており、雑誌に小説が掲載されたこともあるが、自身の小説に対し先生から「独りよがり」「説明的」とダメ出しを食らう。その後、見識を広めるためジャンの紹介で花瀧屋にやってきた。宿を出た後は、その隣に下宿しアイリスの専属家庭教師をしている。
桐喜（とき）
花瀧屋の板前。本名は間宮 多喜子（まみや たきこ）。左目に眼帯をしている。
女学校に通っているわけではない梅が、自分の知らない料理を次々と作るの見て心底怪しんでいる。
以前、女学校の後輩の和奏が木材の下敷きになりそうな状況から救った際、顔面に深い傷を負う。決められた家に嫁ぐのが当たり前だった当時、それが原因で縁談が破談になったことにより、女学校を辞め家出し、花瀧屋で働いている。
前田 和奏（まえだ わかな）
花葵（はなあおい）女学校の2年生。桐喜の2年後輩。
立入禁止の場所で遊ぶ子どもを注意しようとした際、誤って木材を倒し下敷きになりそうになる。その時に和奏を助けた桐喜が、怪我を負って以降女学校から姿を消したため、彼女を探して花瀧屋へたどり着いた。桐喜と再会した後日からはよく、学業の合間を縫って花瀧屋の板場に手伝いに来るようになる。
ジャン・ロベール
アイリスの父親。花瀧屋に送ったアイリスを迎えに来たが、アイリスの成長と強い意志を感じ残すことに決める。花瀧屋で食べた料理に感銘を受け、街で広めて回っている。
立花 ハツナ（たちばな ハツナ）
イセの義姉で、花瀧屋の先代女将。旧姓は斉藤。重病を患いながらもイネを出産し、その後亡くなる。
オリヴィア
アイリスの母親。故人。
立花 連（たちばな つらぬ）
イセの兄、故ハツナの夫。現在は料理修行のため花山を離れている。

## 作中の舞台
花瀧屋
花山にある、現代では梅の曽祖母が経営する旅館。大正時代の従業員は全員仮名を名乗っており、それぞれに花の名前が用いられている。
「花山」という地名は架空のものだが、会津若松市の東山温泉がモデルとなっており、花瀧屋はその温泉街にある旅館「向瀧」がモデルとなっている。
ふじみの滝
花山にある温泉滝。以前は湯の瀧と呼ばれていた。

## 書誌情報
- 一ノ瀬けい『花唄メモワール』芳文社〈まんがタイムKRコミックス〉、既刊5巻（2025年2月12日現在）
  1. 2023年8月9日発売[12][13]、ISBN 978-4-8322-7476-1
  2. 2023年9月12日発売[13]、ISBN 978-4-8322-7483-9
  3. 2024年2月9日発売[13]、ISBN 978-4-8322-9525-4
  4. 2024年8月8日発売[13]、ISBN 978-4-8322-9567-4
  5. 2025年2月12日発売[13]、ISBN 978-4-8322-9612-1